# Eladio Vicuña Aránguiz
Eladio Vicuña Aránguiz (* 2. Juni 1911 in Santiago de Chile, Chile; † 29. Juni 2008) war ein chilenischer Geistlicher und römisch-katholischer Erzbischof von Puerto Montt.

## Leben
Eladio Vicuña Aránguiz empfing am 22. September 1934 durch Erzbischof José Horacio Campillo Infante die Priesterweihe für das Erzbistum Santiago de Chile.
Am 28. August 1955 wurde er von Papst Pius XII. zum Bischof von Chillán ernannt. Die Bischofsweihe spendete ihm der Bischof von Puerto Montt, Ramón Munita Eyzaguirre, am 18. Oktober 1955 in der Metropolitankathedrale von Santiago de Chile. Mitkonsekratoren waren der Bischof von Talca, Manuel Larraín Errazuriz, und der Bischof von Temuco, Alejandro Menchaca Lira. Die Amtseinführung im Bistum Chillán fand fünf Tage später statt.
Eladio Vicuña Aránguiz nahm an allen vier Sitzungsperioden des Zweiten Vatikanischen Konzils als Konzilsvater teil.
Am 16. Juli 1974 ernannte ihn Papst Paul VI. zum Erzbischof des Erzbistums Puerto Montt. Die Amtseinführung fand am 18. August desselben Jahres statt. Papst Johannes Paul II. nahm am 13. Mai 1987 sein aus Altersgründen eingereichtes Rücktrittsgesuch an.